# Lawin Locker

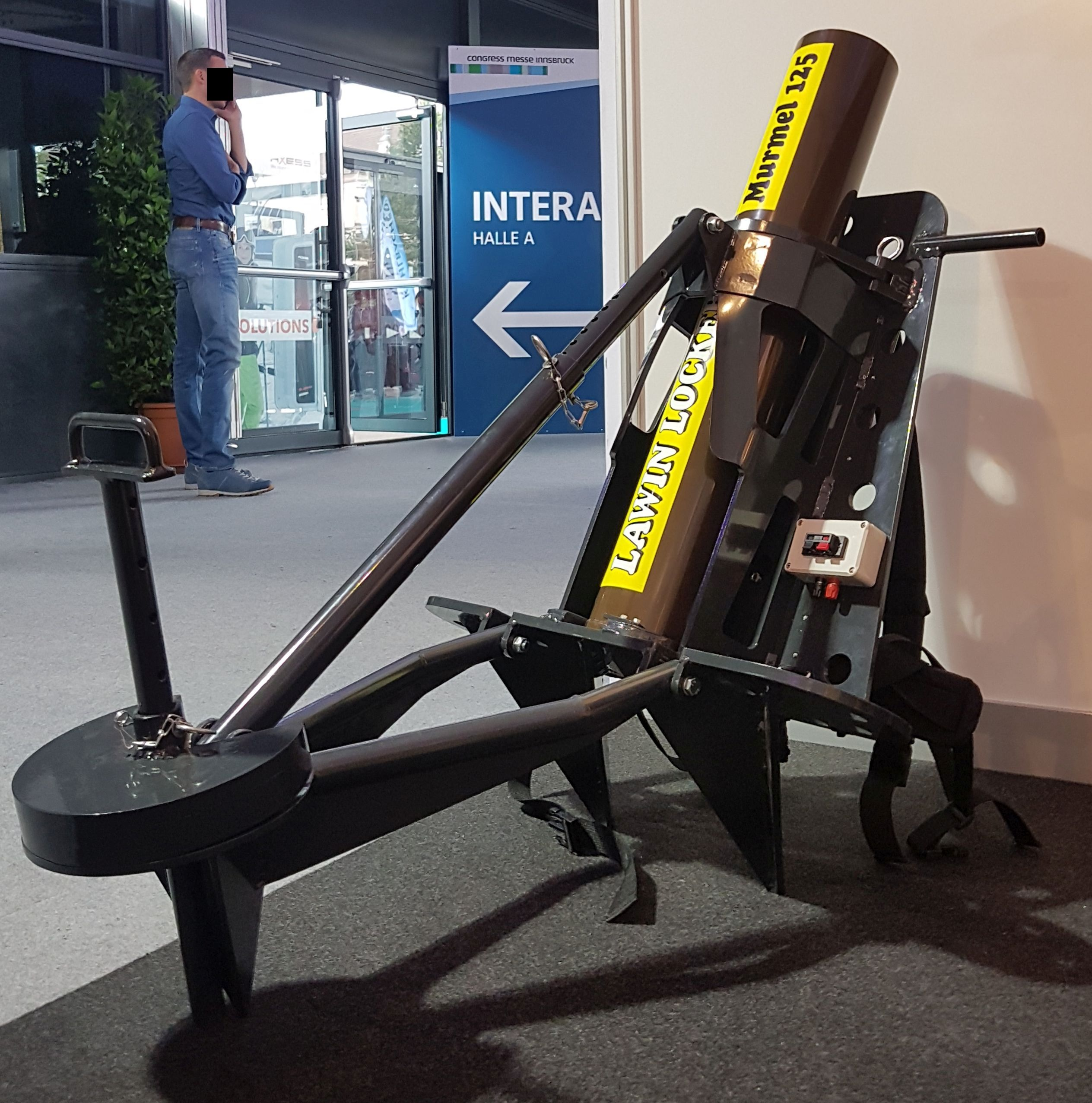
Lawin Locker – Murmel 125

Lawin Locker ist der Produktname für einen mobilen oder an einem Ort dauerhaft eingerichteten pyrotechnischen geschützähnlichen Werfer zur künstlichen Lawinenauslösung durch einen pyrotechnischen Wirkkörper.

## Beschreibung
Die Werfer werden in verschiedenen Ausführungen und Wurfweiten angeboten:
- mobile Version
  - Murmel 125, Wurfweiten bis 330 Meter (Rucksackversion, ca. 25 kg),
  - Großer Bär 125/1 für 200 bis 750 Meter (Pistengerät, Fahrzeuge),
- stationäre Geräte:
  - Großer Bär 125/2 für 200 bis 750 Meter,
  - Weitstreckenwerfer Grizzly 125/1 für 200 bis 1000 Meter

### Pyrotechnisches Geschoss
Es werden zwei Typen von pyrotechnischen Wirkkörpern gebaut: LaLoc Bom und Ballista. Die Geschosse sind zylindrische Kartonhülsen, in denen sich pyrotechnische Flammzünder befinden. Die herstellereigene Mischung pyrotechnischer Substanzen wird mittels Treibladung in das Anrissgebiet geworfen und dort mittels Zeitzünder gezündet.
Die Gesamtwirkstoffe der pyrotechnischen Ladung wiegt zwischen 1100 und 1300 Gramm pro Geschoss. Alle darin enthaltenen Substanzen sollen bei Kontakt mit Feuchtigkeit ungefährlich werden (verringerte Gefahr durch Blindgänger). Je nach erforderlicher Reichweite können die Geschosse mit hinteren Stabilisatoren ausgerüstet sein.
Das pyrotechnische Geschoss zündet oberhalb, auf oder unter der Schneedecke und wird der mögliche Detonationsdruck des pyrotechnischen Wirkstoffes nur dann voll ausgeschöpft, wenn die Zündung oberhalb von 0,5 bis 3 Meter über der Schneedecke erfolgt.

### Vorteile und Nachteile des Systems
Vorteile des Systems sind:
- dass schnell viele kleine Lawinenanrissgebiete bedient werden,
- geringer Bauaufwand,
- es sind nur sehr geringe Eingriff in die Umwelt erforderlich,
- die relativ geringe Kosten für die Anschaffung und je Schuss.
- durch Winkelverstellung, optimale Detonation des Wirkkörpers / optimale Auslösewirkung
- die Wirkkörperhülse ist ein Naturprodukt aus Holz und Karton

Nachteile des Systems sind:
- der Schussbereich muss frei von Personen und Gebäuden sein, da nicht ausgeschlossen werden kann, dass die Schussweite falsch berechnet wurde oder aufgrund anderer Umstände (z. B. Windablenkung) das Projektil nicht zum geplanten Ziel fliegt,
- das pyrotechnische Geschoss  kann bei Wind erheblich vom Ziel abgelenkt werden.
- durch den geringeren Auslösedruck pyrotechnischer Wirkkörper gegenüber Sprengstoffen ist nicht immer ein Abgang von Lawinen gesichert,
- kleine Sprengstoffladungen, welche in einer mächtigen Schneedecke detonieren, erzeugen in der Regel nicht einmal einen Krater und erzeugen damit keine Luftdruckwelle[4] und keine Bodenerschütterungen. Noch schwächer wird die Wirkung, wenn die Ladungen nicht detonieren, sondern eine mehr schiebende Wirkung bei der Auslösung haben, wie dies bei Pyrotechnik oftmals gegeben ist.

### Bedienung des Gerätes
Der Lawin Locker wird direkt von einer Person vor Ort bedient. Der Zugang zum Abschussort muss lawinensicher sein und einen Fluchtweg gewährleisten. Zur Bedienung des Gerätes ist nach den nationalen Vorschriften unter Umständen eine Ausbildung zum Pyrotechniker erforderlich (z. B. in Italien).
Gezündet wird die Treibladung jeweils elektrisch. Die Ladung ist für die Bergung von Versagern mit einem RECCO-Streifen ausgestattet und weitestgehend biologisch abbaubar.

### Detektion
Ob die Detonation und der Sprengerfolg eingetreten ist, wird mit einer Sichtkontrolle und vorab händische Dokumentation, aufgezeichnet.